# Portrait d'homme (Hals, New York)
Pour les articles homonymes, voir Portrait d'un homme.
Portrait d'homme est une peinture à l'huile sur toile réalisée vers 1660 par Frans Hals, peintre néerlandais de l'âge d'or. Elle est conservée à la Frick Collection, à New York. L'homme a été identifié par erreur comme étant l'amiral Michiel de Ruyter.

## Peinture
Le tableau est signé à gauche au niveau du col du monogramme FH et montre un homme exhibant fièrement sa fine chemise en lin qui déborde de sa veste à manches fendues. L'opulence du tissu est soulignée par la façon dont l'homme a enroulé son manteau autour de lui, sous son bras droit pour montrer sa manche. Des colliers de poignet aussi abondants sont rarement vus dans les portraits de Hals ou même dans les modèles de Haarlem. Le personnage représenté était peut-être un marchand de draps ou un bourgeois. Hals représentait principalement la population locale, à l'exception de quelques rares exemples de portraits plus petits qui étaient probablement peints pour les visiteurs de la ville.
Dans son catalogue de 1910 des œuvres de Frans Hals, l'historien de l'art Cornelis Hofstede de Groot écrit :

« 247. PORTRAIT D'UN HOMME DEBOUT. M. 148. Longueur trois quarts. Il est vu de face, et regarde le spectateur. Son bras gauche, qui tient ses gants, pend presque droit ; la main droite n'est pas visible, mais elle est visiblement pressée à ses côtés. Il a de longs cheveux brun foncé et une légère moustache. Il est en noir avec un col blanc ajusté et des bracelets blancs. Sa chemise blanche ressort au niveau du col et des manches. Le modèle n'est pas le célèbre amiral Michael Adriaensz de Ruyter, comme on le croyait autrefois, mais un simple citoyen. Il s’agit d’un tableau magistral exécuté, pourrait-on presque supposer, sans aucune esquisse préalable, mais dessiné au pinceau. [Comparer 257.] Signé en haut à gauche du monogramme ; toile, 45 pouces sur 32 1/2 pouces.
Exposé à Manchester, 1857, n° 671 ; à l'Exposition de portraits, La Haye, 1903, no 38 ; au Guildhall, Londres, 1903, n° 175 ; et à la Royal Academy, 1907, no 47. Dans la collection d'Earl Spencer, Althorp, no 507. »

Dans son catalogue de 1974 des œuvres de Frans Hals, Seymour Slive mentionne que le tableau a été montré à toutes les expositions de Hofstede de Groot répertoriées comme portrait de l'amiral De Ruyter, mais l'historien de l'art Théophile Thoré-Bürger a mentionné pour la première fois en 1860 que le portrait ne ressemble en rien au célèbre portrait de De Ruyter réalisé par Ferdinand Bol au Rijksmuseum d'Amsterdam. Slive a daté le tableau vers 1660 en se basant sur le style et les vêtements. Après avoir fait partie de la collection Althorp pendant un demi-siècle, la toile fut vendue au marchand d'art Joseph Duveen qui la revendit ensuite à Henry Clay Frick.

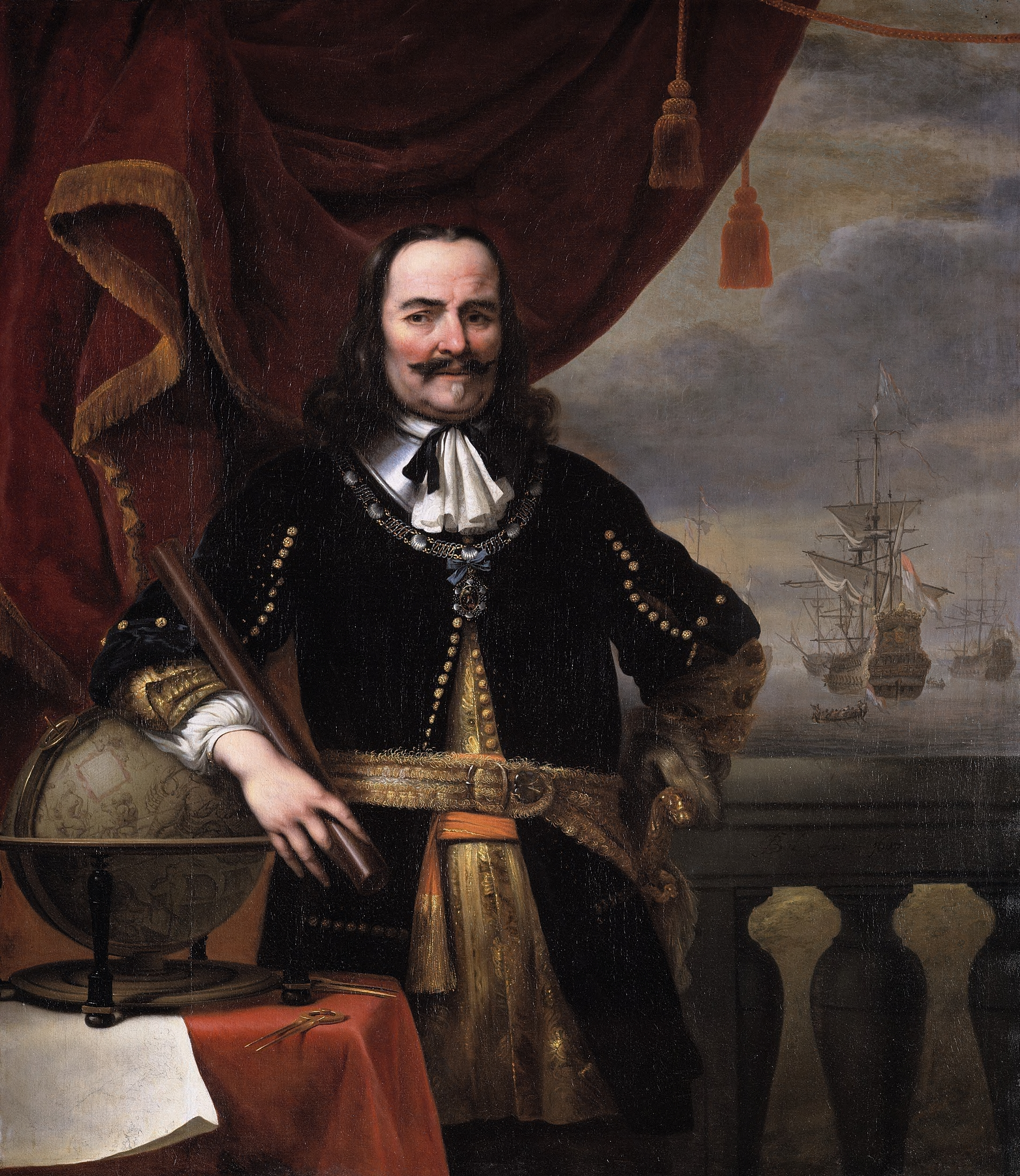
De Ruyter par Bol, 1667.
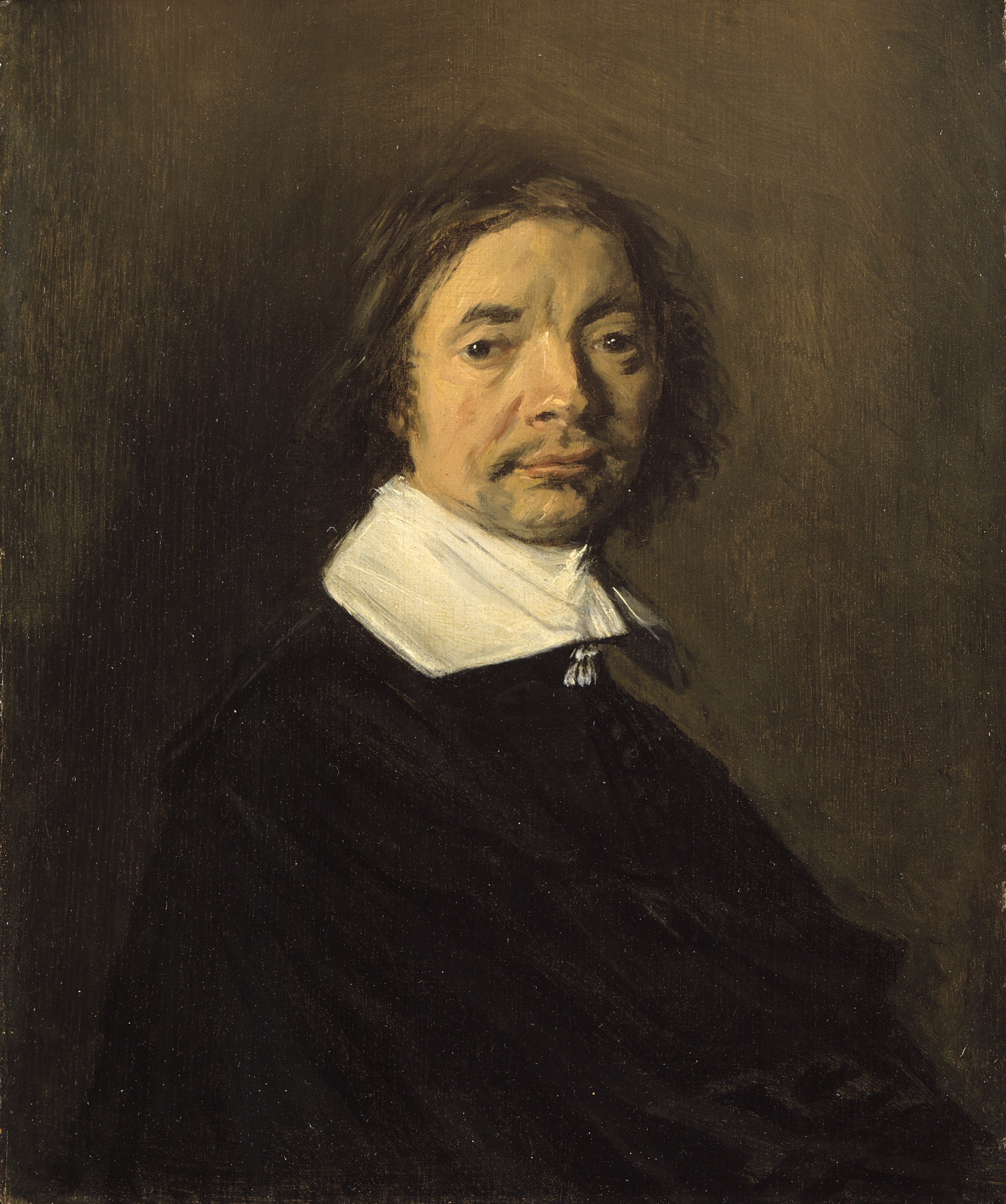
Catalogue n° 257 de Hofstede de Groot, également vers 1660.
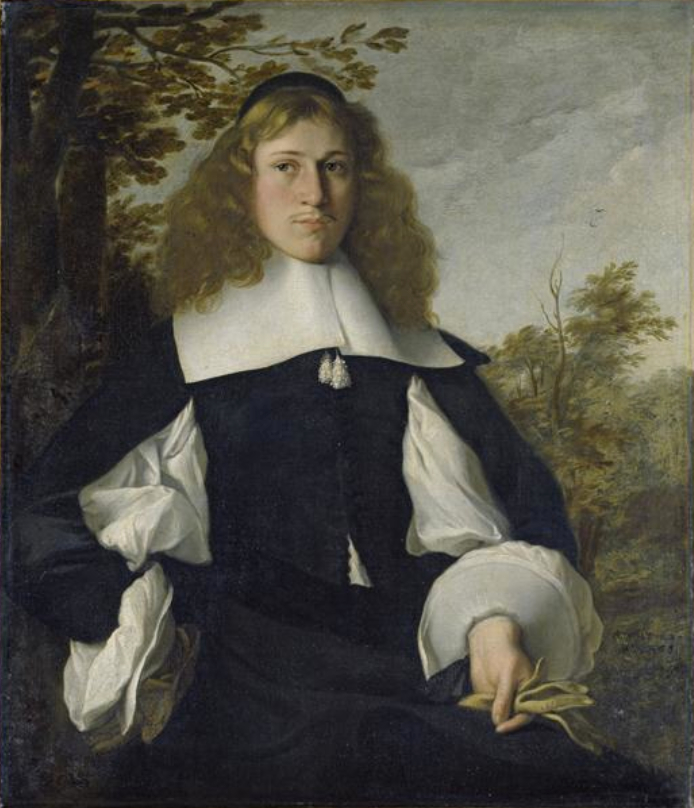
Position et manches similaires de l'élève de Hals Bartholomeus van der Helst.

## Voir également
- Liste des peintures de Frans Hals
- Portrait d'homme (Hals), musée Jacquemart-André (Paris)